# Westin Hotels & Resorts
Westin Hotels & Resorts es una marca de hoteles y resorts de lujo perteneciente a la cadena hotelera Marriott International, siendo la marca más antigua de las que operan dentro del grupo hotelero.

## Historia
En 1930, los hoteleros Severt W. Thurston y Frank Dupar, ambos originarios de Yakima, (Estado de Washington,  EE. UU.), formaron una sociedad con el objetivo de gestionar sus hoteles de un modo más eficiente. A ellos dos se les juntaron posteriormente Peter y Adolph Schmidt, formando finalmente Western Hotels, con un total de diecisiete propiedades, pero todas en el estado de Washington.
Los primeros directores gestionaron cada hotel por separado. Tras más de dos décadas de rápido crecimiento, se promovió un cambio de nombre en 1954, cambiándose el nombre a Western International Hotels. Muchas de sus propiedades convergieron en una única estructura corporativa en el año 1958, y la compañía entró en el mercado público en 1963. Para su 50 aniversario, en 1980, la compañía cambió de nuevo de nombre, al actual Westin Hotels & Resorts.
En 1970, la cadena hotelera fue comprada por United Airlines Corporation. En 1987, el secretario de la United Airlines, Richard Ferris anunció un plan para introducirla en Allegis, un conglomerado turístico formado alrededor de United Airlines, Hertz Rent a Car, Hilton Hotels, y Westin y unidos mediante Apollo. Esta estrategia falló y finalmente Westin fue vendida a la Corporación Aoki de Japón. En 1994 Aoki la volvió a vender a Starwood Capital, una compañía de inversión inmobiliaria que está unida a Starwood Lodging, y a Goldman Sachs, un banco de inversiones. En 1998 Starwood se hizo con la totalidad de la compañía.

## Galería

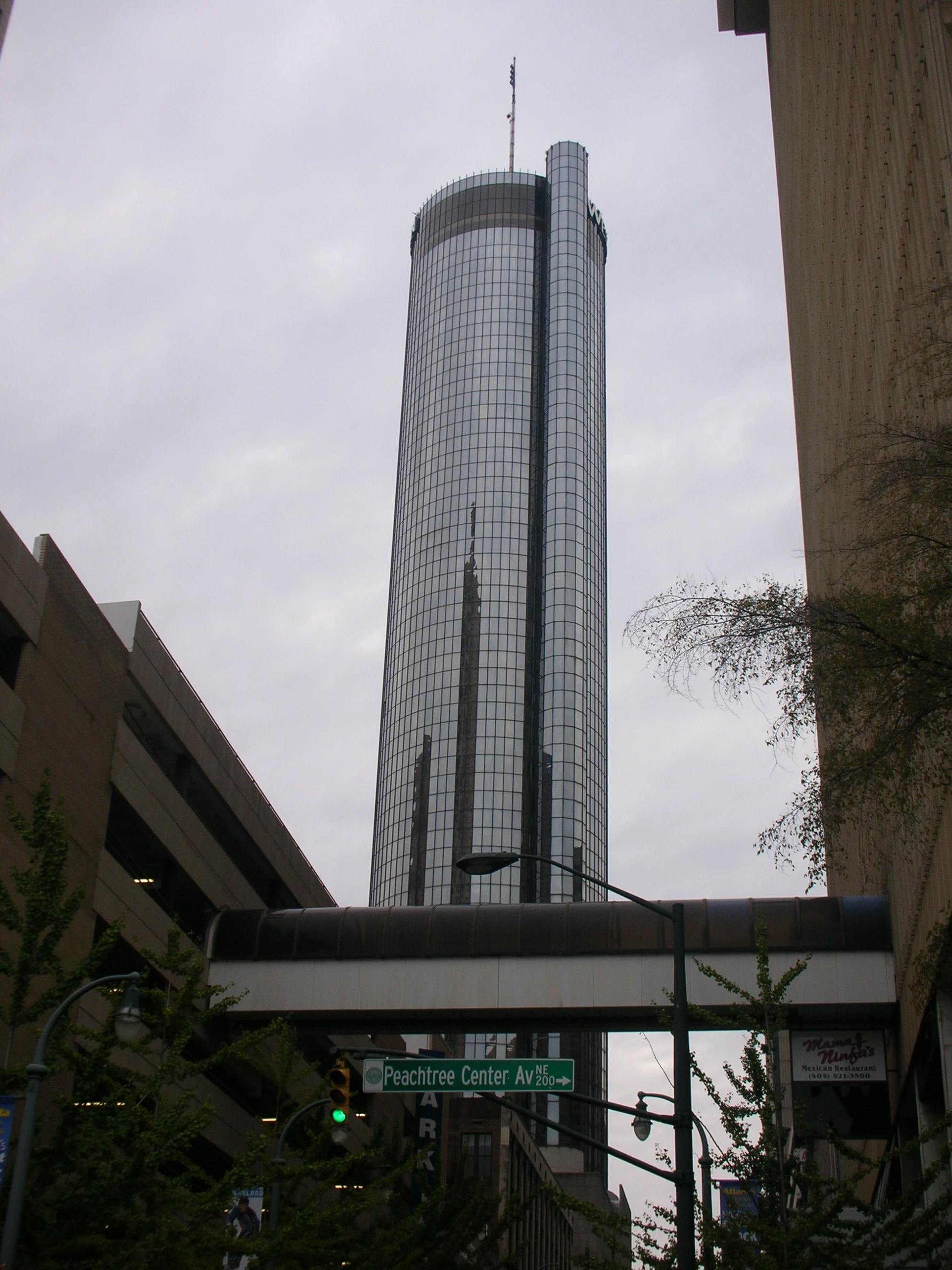
Westin Peachtree Plaza Hotel en Atlanta, Estados Unidos.

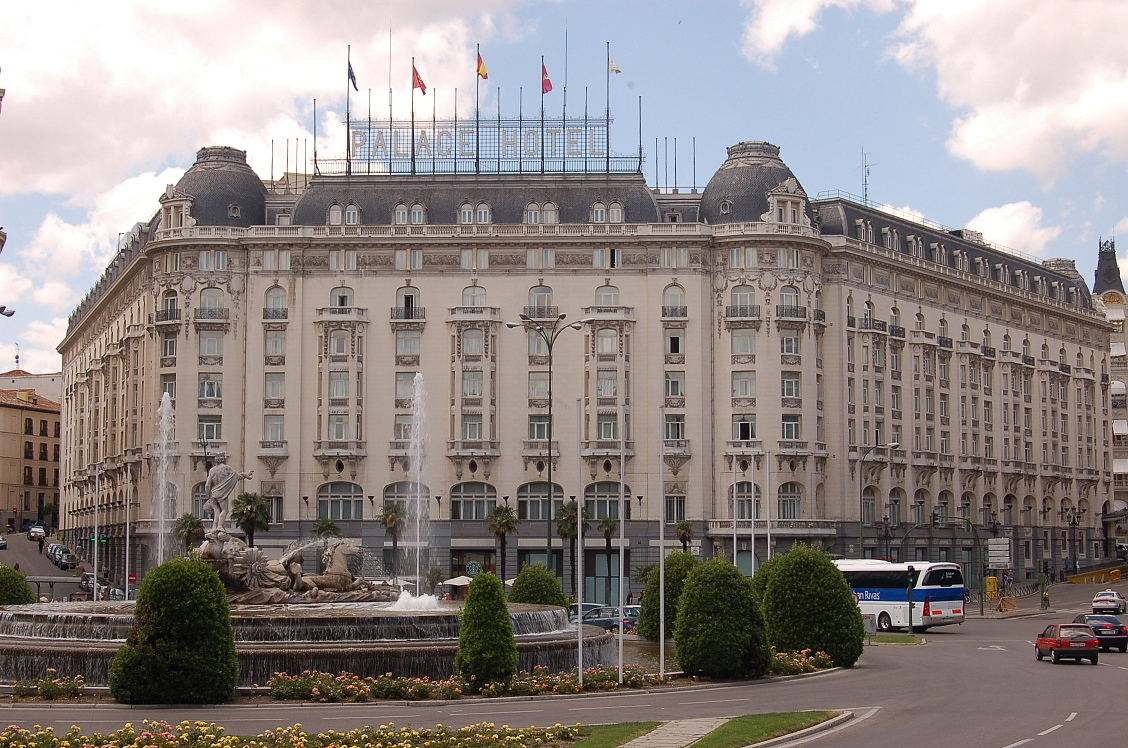
Westin Palace en Madrid, España.

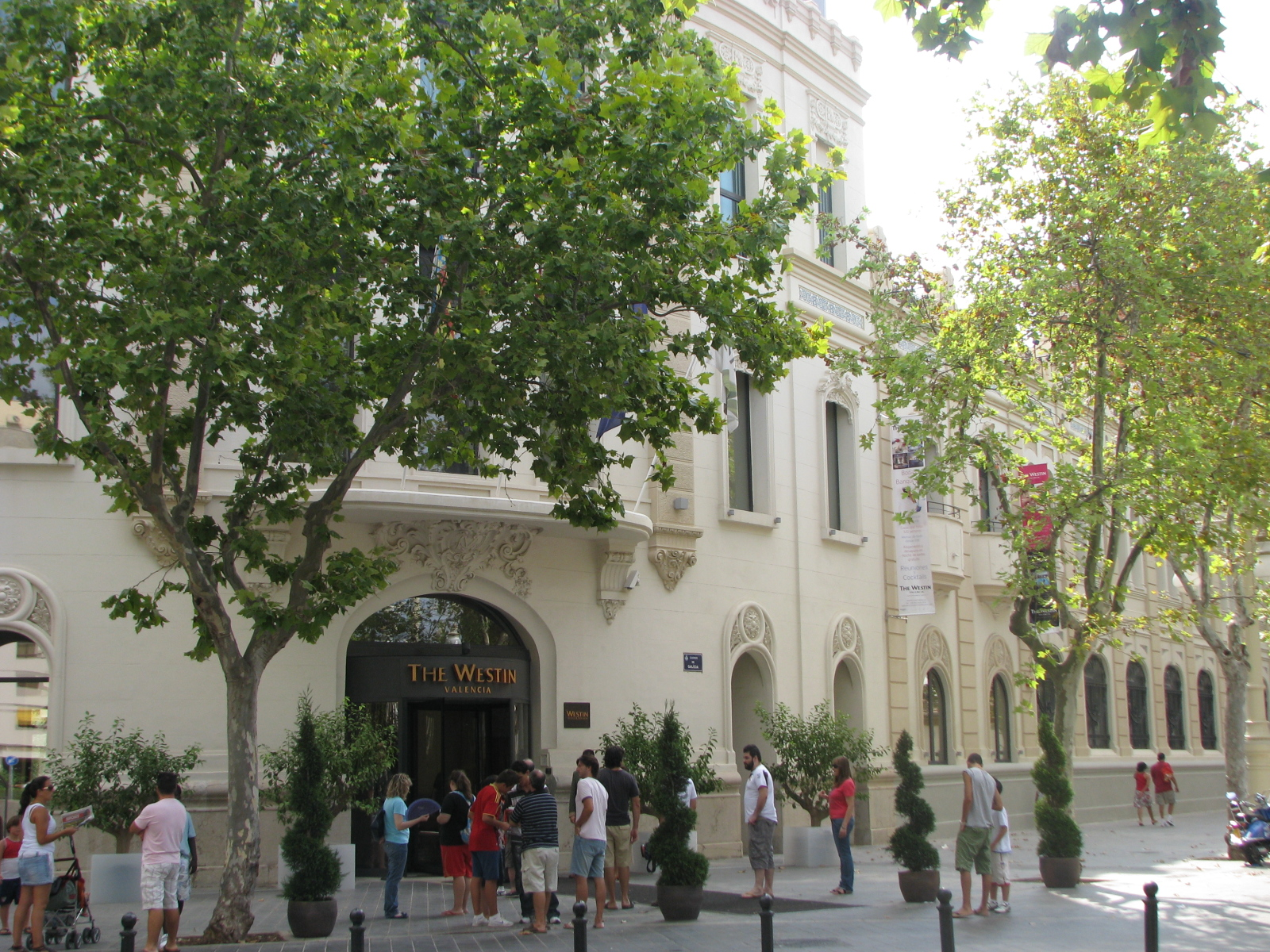
Westin Valencia, España.

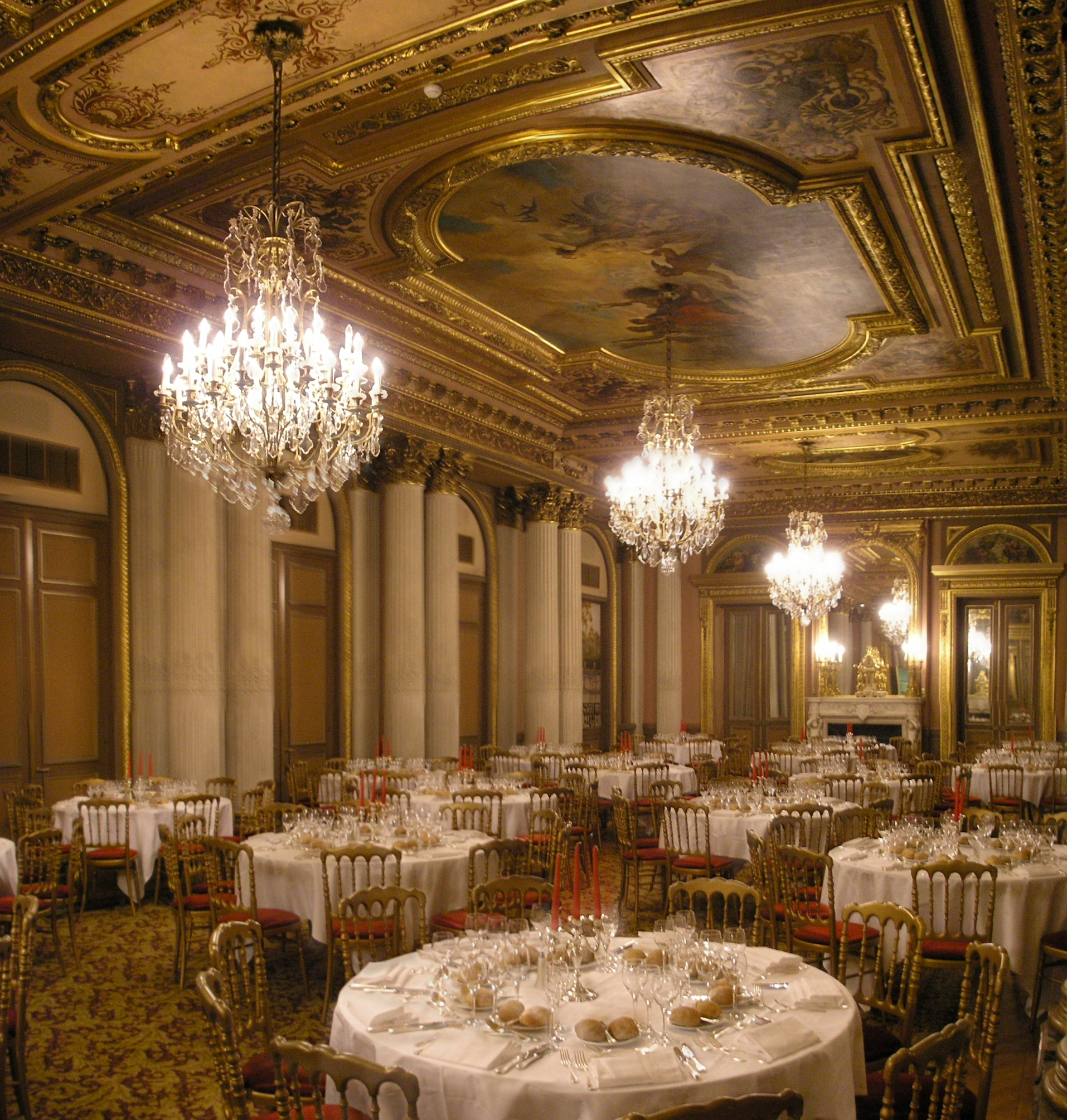
Salón del Westin París, Francia.

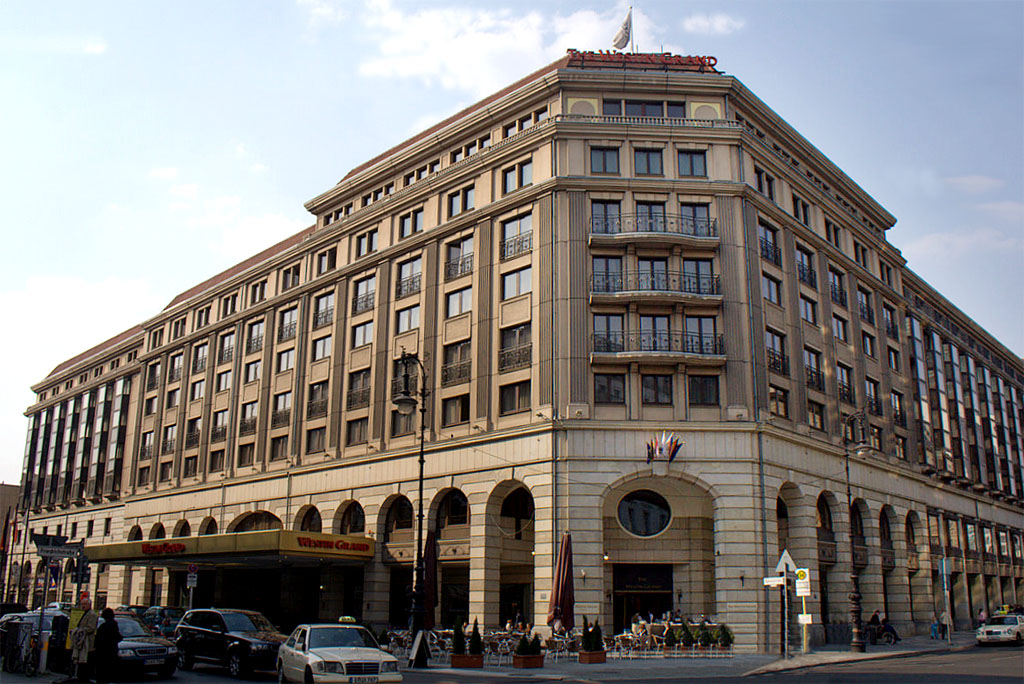
Westin Grand en Berlín, Alemania.

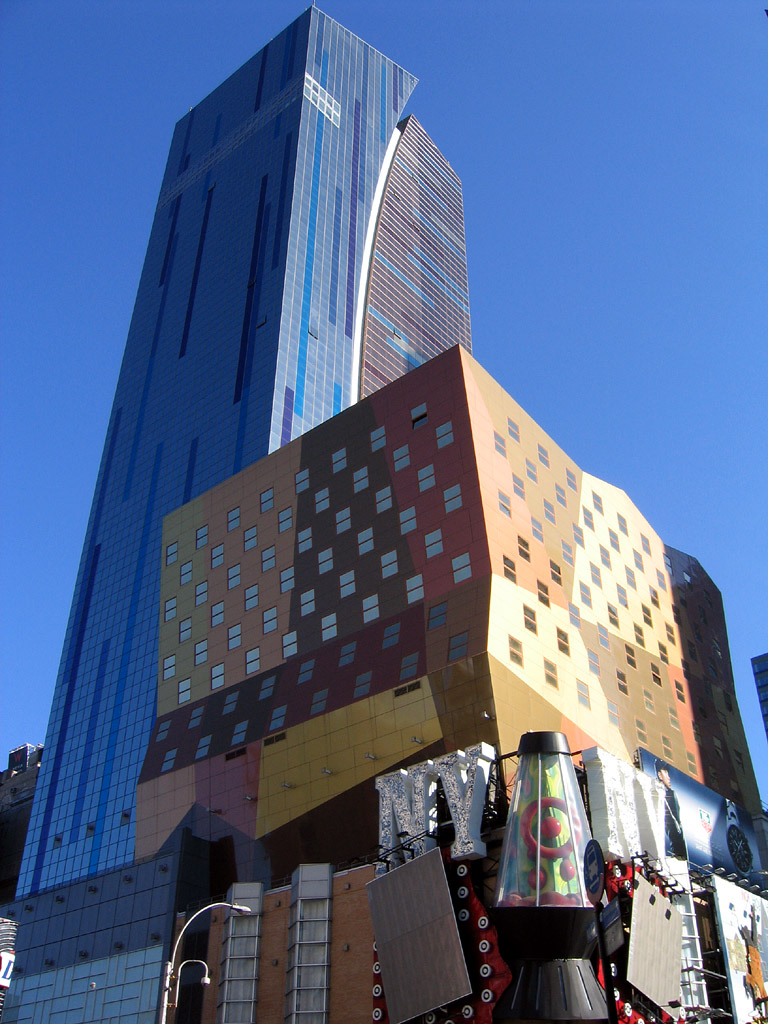
Westin Times Square en Nueva York, Estados Unidos.

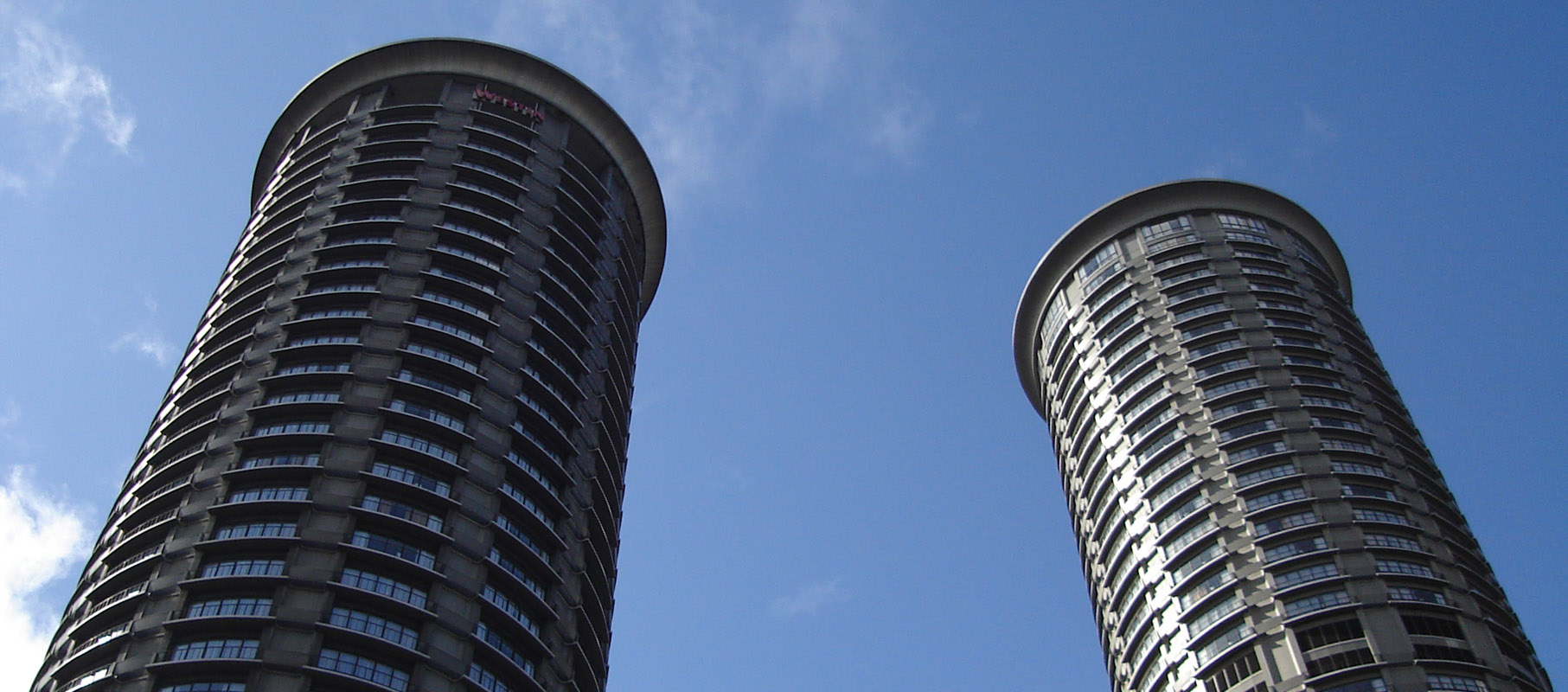
The Westin Seattle en Washington, Estados Unidos.

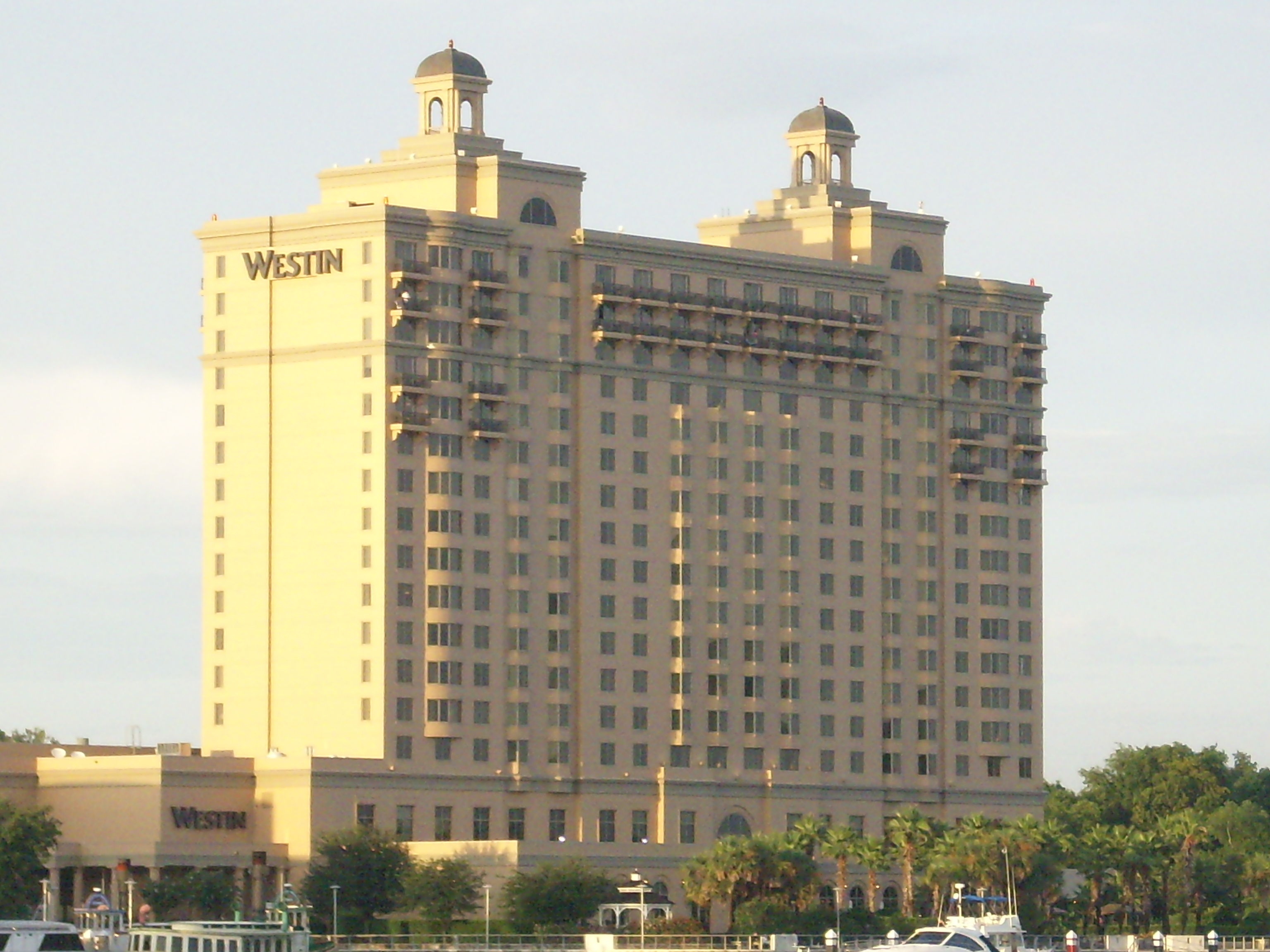
Hotel Westin en Savannah.

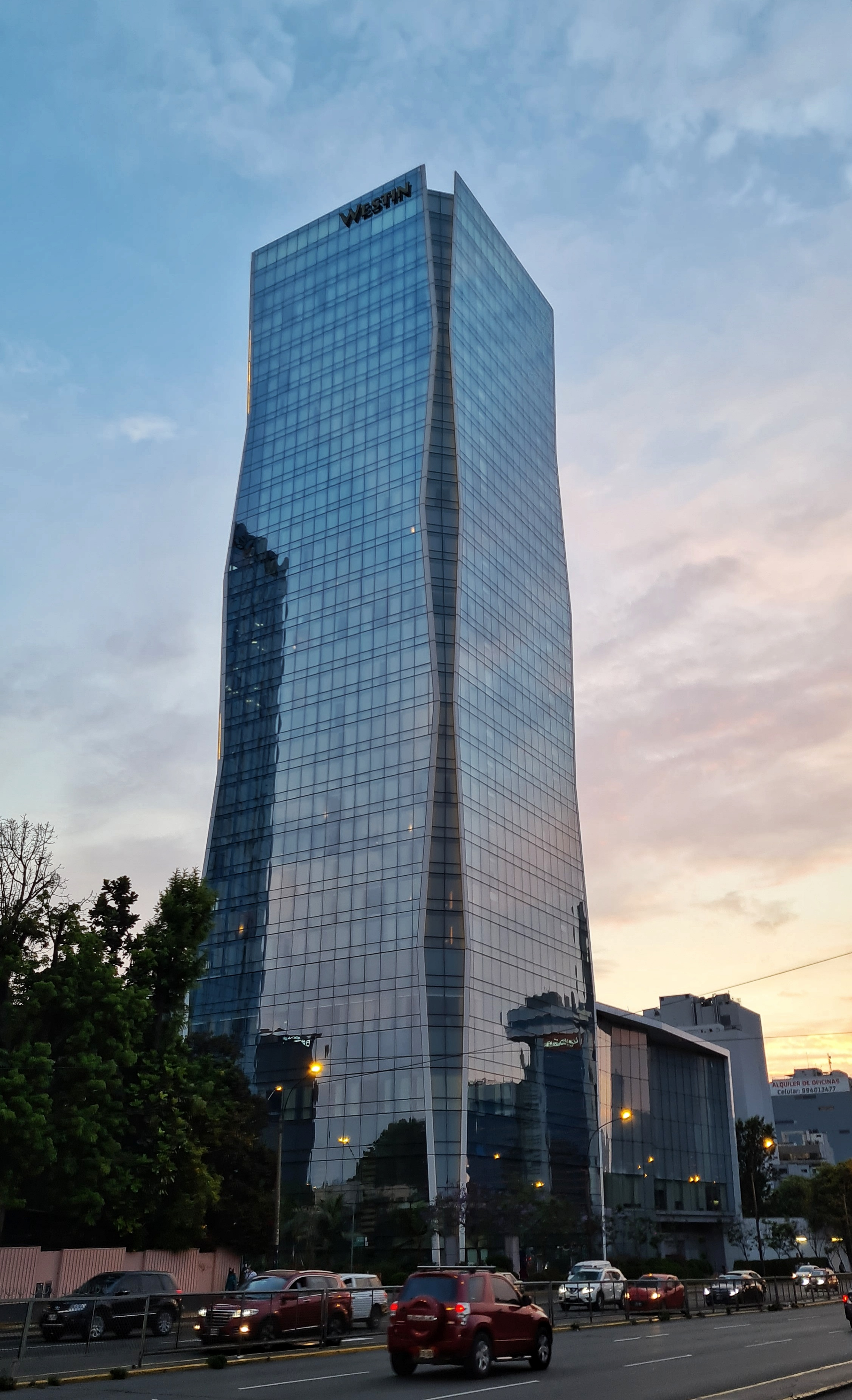
The Westin Lima Hotel & Convention Center en Lima, Perú